# 239 a.C.
Il 239 a.C. (CCXXXIX a.C. in numeri romani) è un anno  del III secolo a.C.

## Eventi
- Diodoto di Battria sconfigge un esercito costituito da Parti e truppe guidate da Seleuco II Callinico. Egli muore poco dopo e gli succede il figlio Diodoto II di Battria.
- Demetrio II diventa re di Macedonia
- Seleuco II Callinico cerca di soggiogare i ribelli orientali.

## Nati
- Apollonide di Cizico, nobile greca antica
- Quinto Ennio, poeta, drammaturgo e scrittore romano († 169 a.C.)

## Morti
- Antigono II Gonata, sovrano (n. 319 a.C.)
- Diodoto I, sovrano